# 那須神社
那須神社（なすじんじゃ）は、栃木県大田原市南金丸にある神社。旧社格は郷社。別名、金丸八幡宮、余瀬八幡宮。

## 祭神
- 応神天皇

## 歴史
仁徳天皇の時代に下野国造の奈良別命（ならわけのみこと）が祠を建立したことに始まると伝わる。その後、坂上田村麻呂が宇佐八幡宮の御霊を勧請して八幡宮に改められた。
その後、源平内乱に際して那須与一が戦勝を祈願し、文治3年（1187年）には社殿が造営され、那須氏の氏神となった。さらに戦国時代以降は黒羽城主大関氏の代々の氏神として信仰された。
明治6年（1873年）に現在の那須神社に改称している。

## 境内
那須神社の境内林には樹齢約200年のスギをはじめとした大木があり、栃木県の金丸緑地環境保全地域の一部となっている。

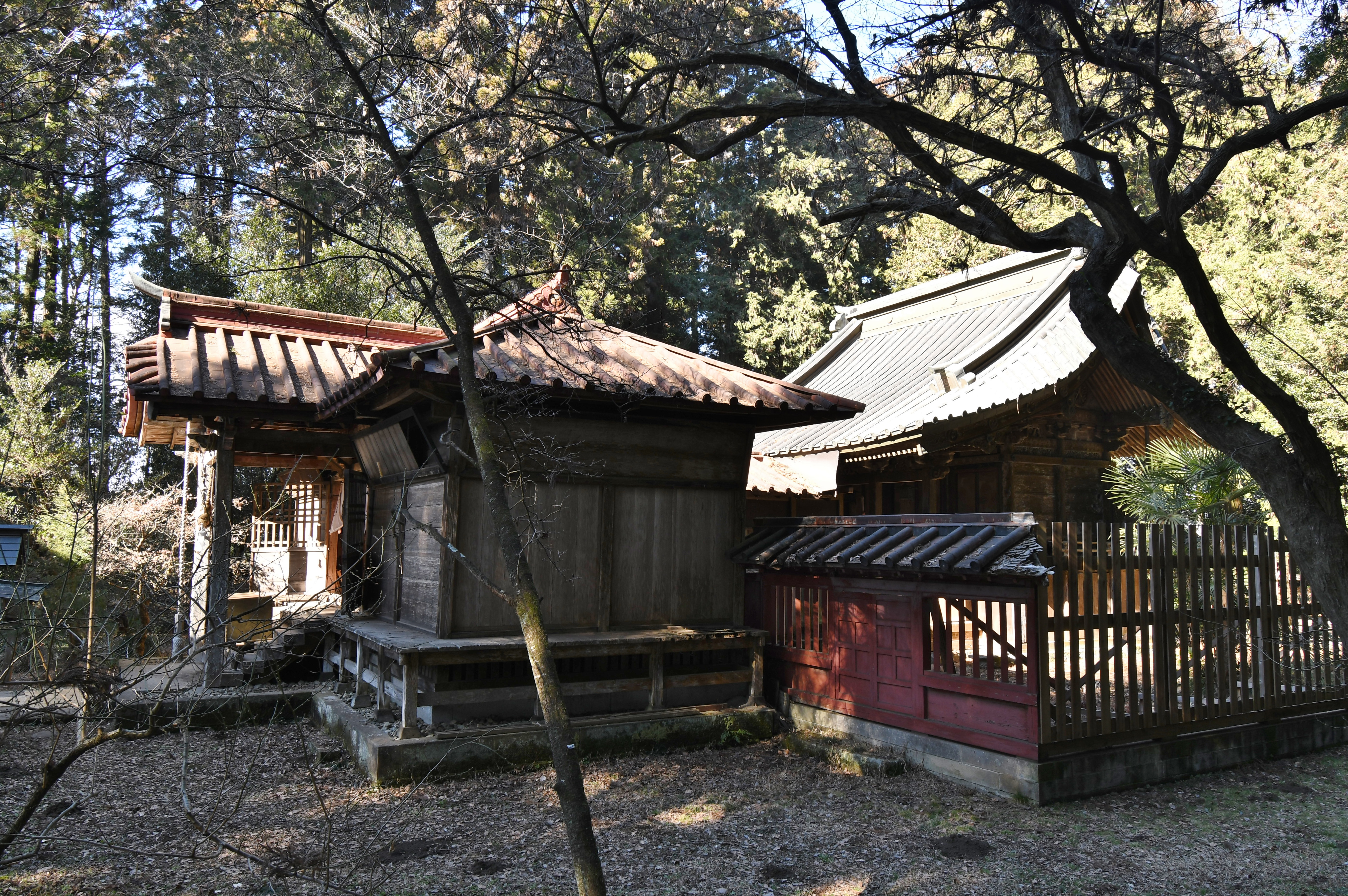
社殿
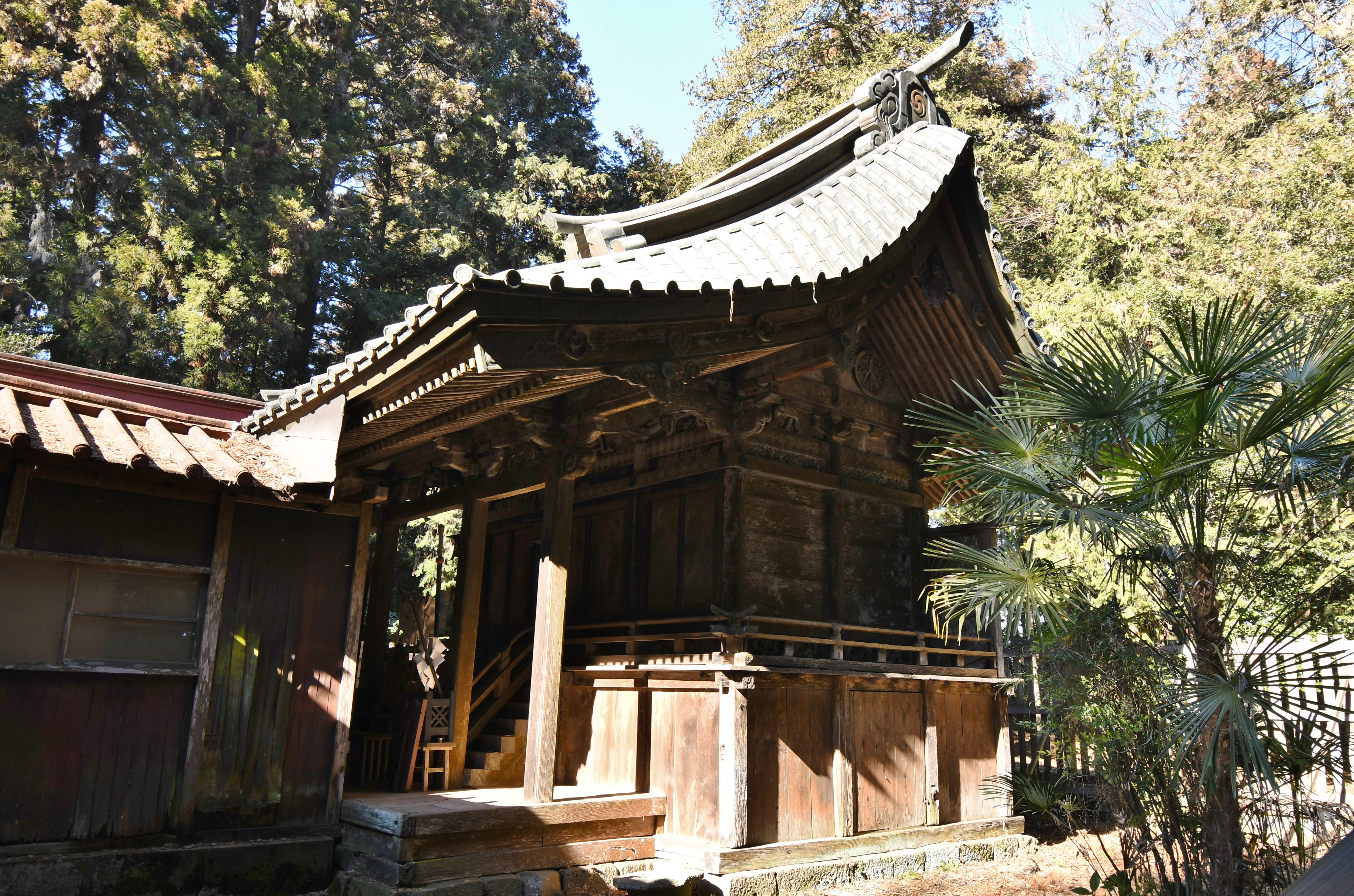
本殿（重要文化財）
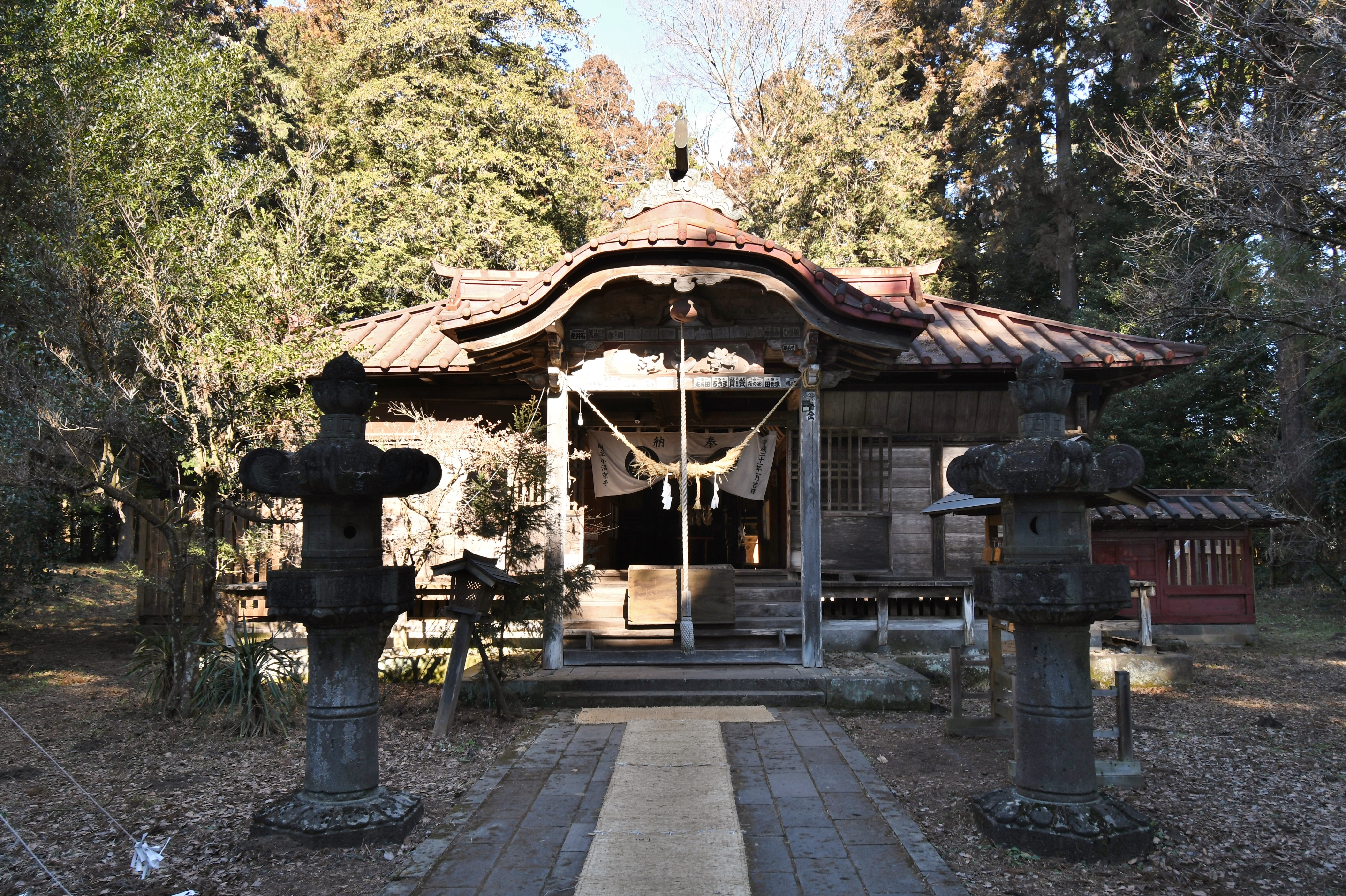
拝殿
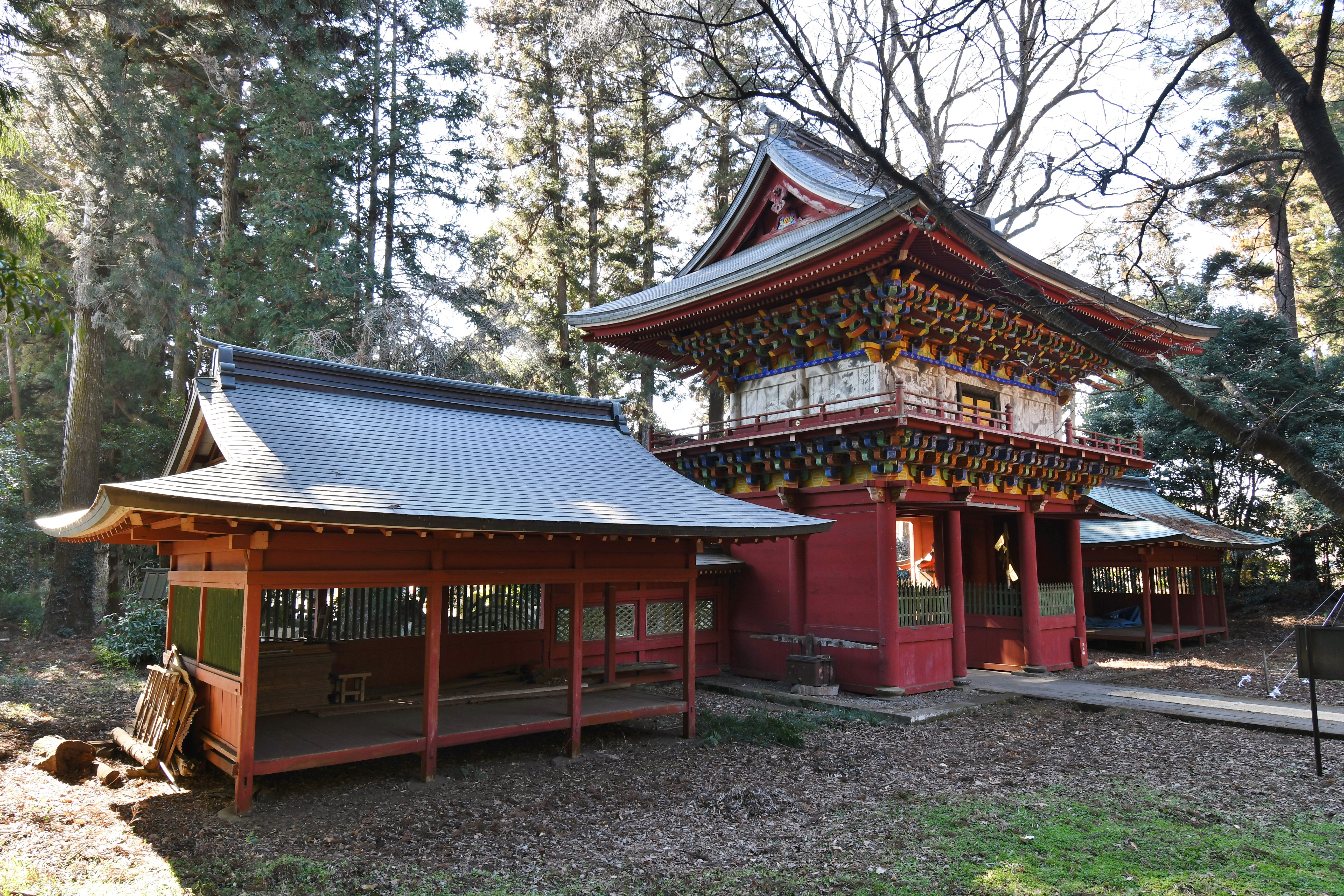
楼門・回廊（背面）
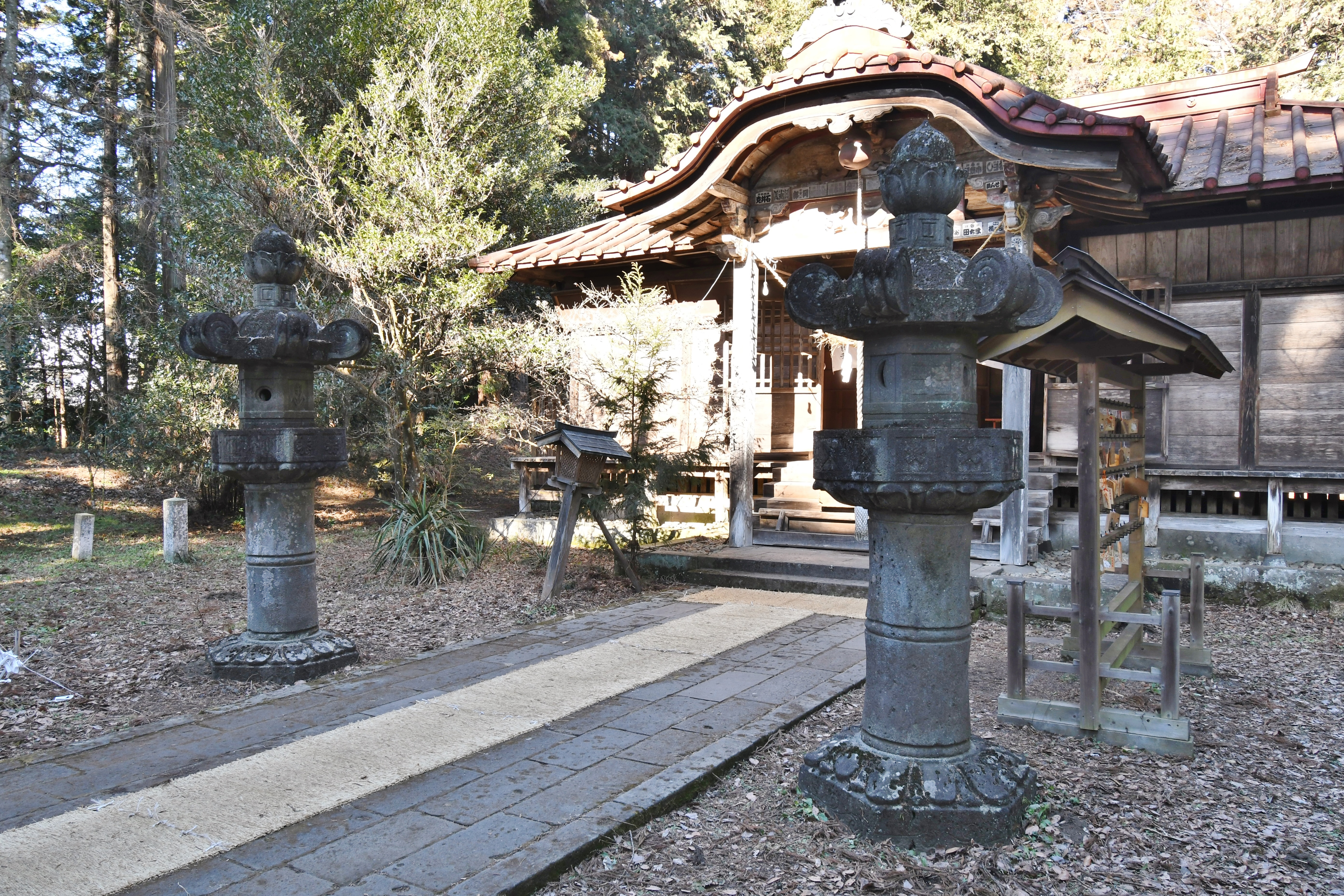
石燈籠（重要文化財：附指定）
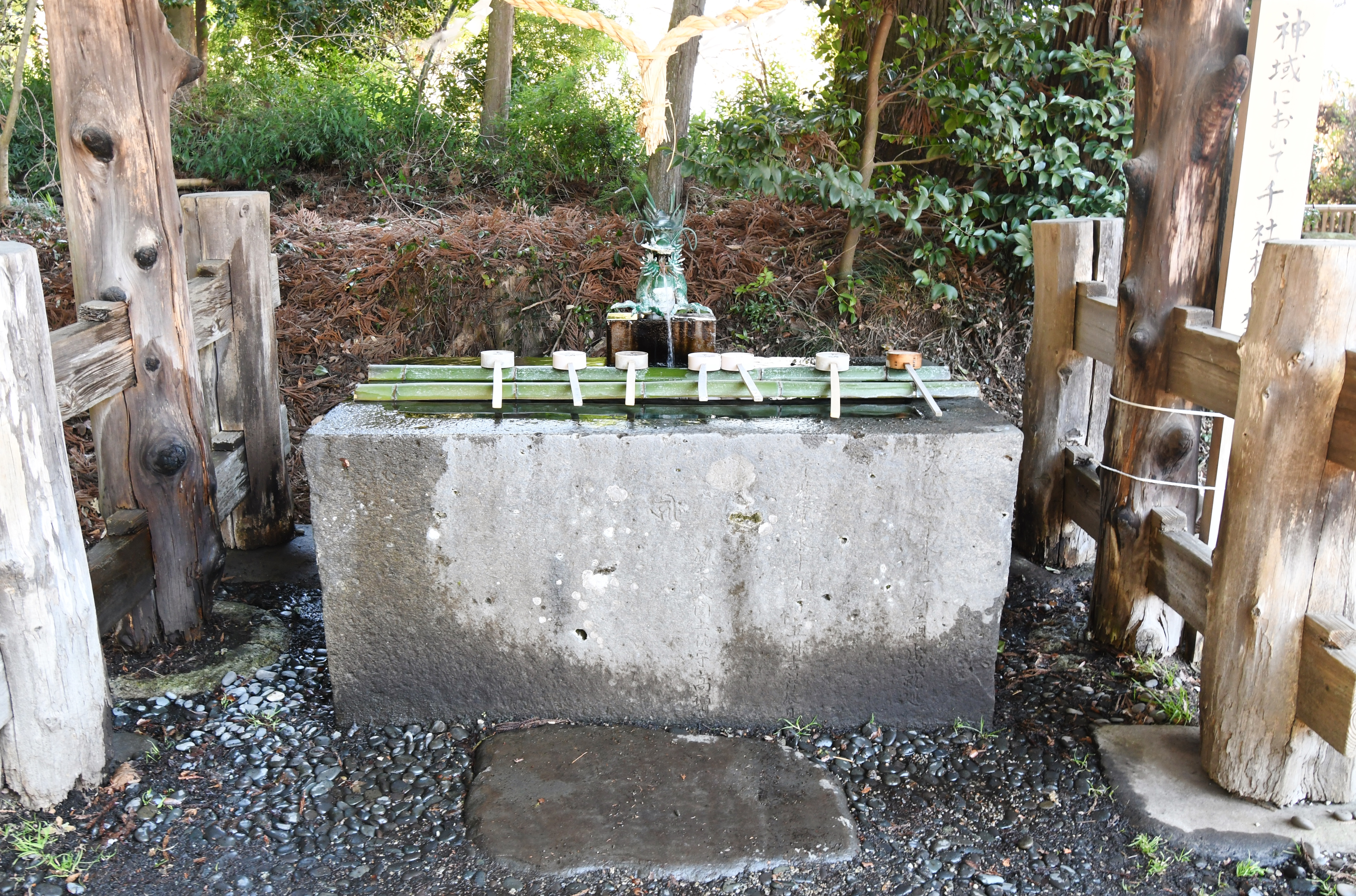
手水舟（重要文化財：附指定）

## 文化財

### 重要文化財（国指定）
- 那須神社 2棟（建造物）[3]
  - 本殿（附 銅棟札1枚、石燈籠2基、手水舟1基） - 江戸時代前期（1641年）の建立。三間社流造、瓦棒銅板葺。2014年（平成26年）1月27日指定[4]。
  - 楼門 - 江戸時代前期（1642年）の建立。三間一戸楼門、入母屋造、銅板葺。2014年（平成26年）1月27日指定[5]。

### 国の名勝
- 八幡宮（那須神社境内）（名勝「おくのほそ道の風景地」のうち） - 2014年（平成26年）3月18日指定[6]。

### 栃木県指定文化財
- 有形文化財
  - 銅製鰐口 文和（工芸品） - 那須与一伝承館寄託。1957年（昭和32年）8月30日指定[7]。
  - 銅製鰐口 天正 - 那須与一伝承館寄託。1957年（昭和32年）8月30日指定[8]。
  - 太刀 伝弘綱 - 那須与一伝承館寄託。1957年（昭和32年）8月30日指定[9]。
  - 太刀 銘 一 - 那須与一伝承館寄託。1957年（昭和32年）8月30日指定[10]。

### 大田原市指定文化財
- 有形文化財
  - 甲冑（紺糸威）（工芸品） - 1964年（昭和39年）5月27日指定[11]。
- 無形民俗文化財
  - 永代々神楽（那須神社） - 1961年（昭和36年）3月22日指定[12]。
  - 獅子舞（那須神社） - 1962年（昭和37年）6月22日指定[13]。